# Fagraea pyriformis
Fagraea pyriformis là một loài thực vật có hoa trong họ Long đởm. Loài này được S.Moore mô tả khoa học đầu tiên năm 1925.